# 骨移植
骨移植是一種治療骨折及骨碎之外科手術，以自體骨或不排斥材料置換破裂缺失的骨頭，以修復複雜的骨折，骨移植治癒骨科患疾，如四肢，人需靈活運作及自理生活的手腳，或者是會威脅患者健康風險的部位，骨頭移位植入可以治癒較無法正常準時癒合的骨碎與破折。